# São Francisco de Goiás
São Francisco de Goiás là một đô thị thuộc bang Goiás, Brasil. Đô thị này có diện tích 339,368 km², dân số năm 2007 là 6046 người, mật độ 17,8 người/km².